# Pseudarchaster gracilis
Pseudarchaster gracilis är en sjöstjärneart som först beskrevs av Percy Sladen 1889.  Pseudarchaster gracilis ingår i släktet Pseudarchaster och familjen Pseudarchasteridae.

## Underarter
Arten delas in i följande underarter:
- P. g. tessellatus
- P. g. gracilis